# Christodoulos Kolomvos

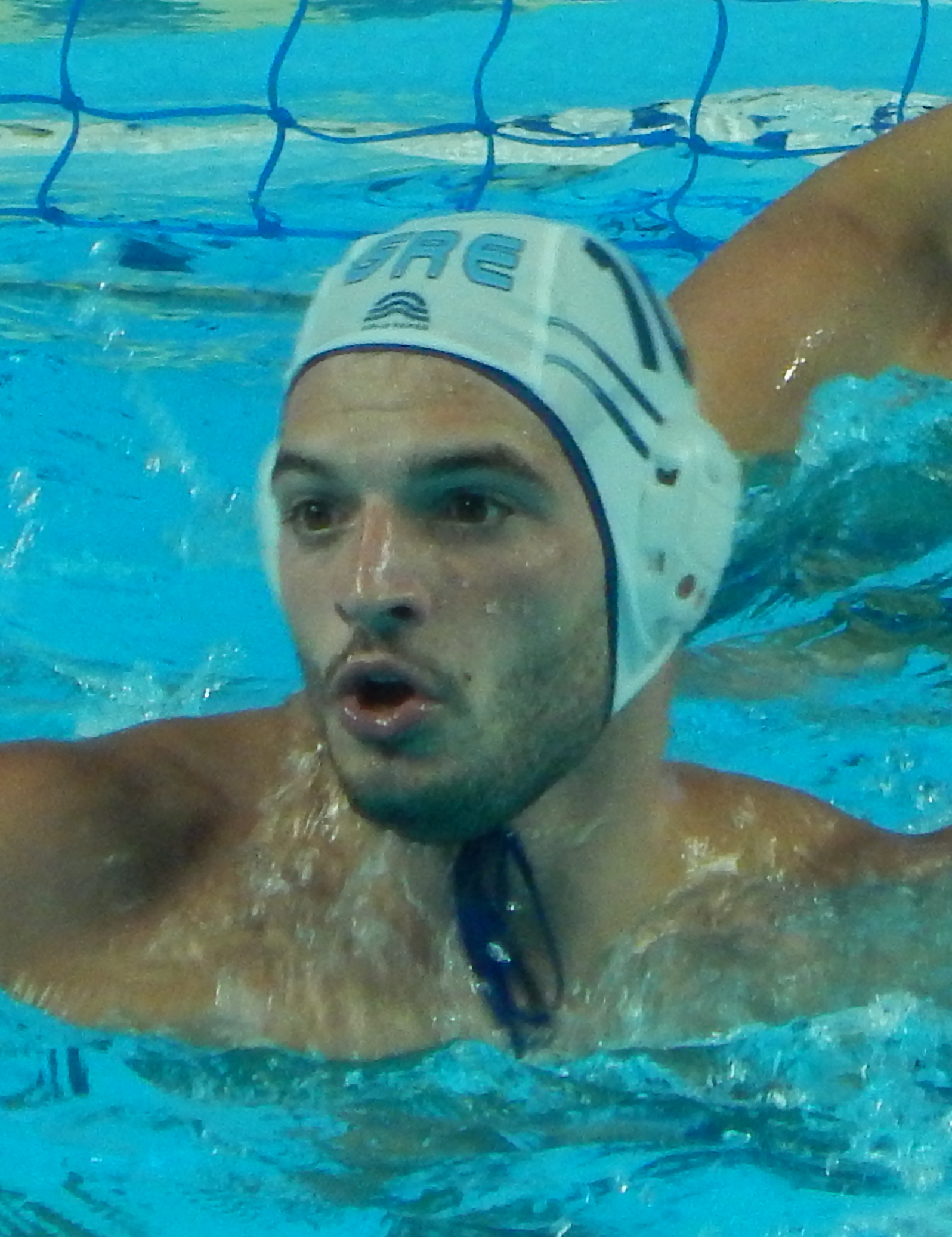
Christodoulos Kolomvos 2015 in Kasan

Christodoulos Kolomvos (griechisch Χριστόδουλος Κολόμβος, * 26. Oktober 1988 in Patras) ist ein ehemaliger griechischer Wasserballspieler. Er war mit der griechischen Nationalmannschaft 2021 Olympiazweiter und 2015 Weltmeisterschaftsdritter.

## Sportliche Karriere
Der 1,86 Meter große Kolomvos begann seine Karriere in Patras. Von 2009 bis 2017 und von 2021  bis 2023 spielte er bei Olympiakos, hier gewann Kolomvos neun griechische Meistertitel. 2019 und 2021 war er türkischer Meister mit Enkaspor aus Istanbul.
Im Juni 2013 fanden im türkischen Mersin die Mittelmeerspiele 2013 statt, hinter Kroatien und Spanien belegten die Griechen den dritten Platz. Einen Monat später bei der Weltmeisterschaft in Barcelona unterlagen die Griechen im Viertelfinale der ungarischen Mannschaft und erreichten schließlich den sechsten Platz. 2014 bei der Europameisterschaft in Belgrad verloren die Griechen im Viertelfinale gegen die Serben und unterlagen im Spiel um den fünften Platz den Kroaten. Kolomvos erzielte insgesamt fünf Tore. Im Jahr darauf bei der Weltmeisterschaft in Kasan gewannen die Griechen ihre Vorrundengruppe mit drei Siegen, zu denen Kolomvos insgesamt zwei Tore beisteuerte. Ab dem Viertelfinale mussten die Griechen jeweils in die Verlängerung und danach ins Penaltyschießen. Im Viertelfinale gegen Australien siegte Griechenland. Im Halbfinale erreichten die Kroaten das Finale. Schließlich im Spiel um den dritten Platz gegen Italien verwandelten vier Griechen ihren Penalty und die griechischen Spieler erhielten die Bronzemedaille. Kolomvos erzielte im Viertelfinale und im Halbfinale jeweils ein Tor, am Penaltyschießen war er nicht beteiligt. 2016 bei den Olympischen Spielen in Rio de Janeiro belegten die Griechen in der Vorrunde den zweiten Platz hinter den Ungarn und verloren im Viertelfinale gegen die Italiener. In den Platzierungsspielen erreichten die Griechen den sechsten Platz. Kolomvos erzielte im Turnierverlauf zwei Tore.
2017 bei der Weltmeisterschaft in Budapest erreichten die Griechen in der Vorrunde den zweiten Platz hinter der Mannschaft Serbiens. Nach einem Sieg über Montenegro verloren die Griechen im Halbfinale gegen Ungarn. Im Spiel um den dritten Platz trafen sie wieder auf Serbien und unterlagen mit 8:11. 2018 erreichten die Griechen bei den Mittelmeerspielen den zweiten Platz hinter den Serben. Kurz darauf bei der Europameisterschaft in Barcelona belegten die Griechen den fünften Platz, nachdem sie im Viertelfinale gegen Spanien verloren hatten. Kolomvos erzielte im Turnierverlauf fünf Tore. 2019 belegten die Griechen den siebten Platz bei der Weltmeisterschaft in Gwangju. Bei den 2021 ausgetragenen Olympischen Spielen in Tokio gewannen die Griechen ihre Vorrundengruppe vor den Italienern. Im Viertelfinale bezwangen sie die Mannschaft Montenegros und im Halbfinale die Ungarn. Im Finale siegten die Serben mit 13:10, Kolomvos traf im Finale einmal. Die Griechen gewannen die erste olympische Wasserball-Medaille bei den Männern überhaupt, nachdem 2004 in Athen die Damen Silber gewonnen hatten.